# Муниципальное образование «Кулункунское»
Муниципальное образование «Кулункунское» — муниципальное образование со статусом сельского поселения в Эхирит-Булагатском районе Иркутской области России.
Административный центр — село Булуса.

## Население
| 2010  | 2011  | 2012  | 2013  | 2014  | 2015  | 2016  |
| ----- | ----- | ----- | ----- | ----- | ----- | ----- |
| 1425  | ↘1420 | ↘1408 | ↘1402 | ↘1401 | ↗1410 | ↘1399 |
| 2017  | 2018  | 2019  | 2020  |       |       |       |
| ↗1406 | ↗1411 | →1411 | ↗1433 |       |       |       |

По результатам Всероссийской переписи населения 2010 года численность составляет 734 мужчины и 691 женщина (из 1425 человек).

## Состав сельского поселения
| № | Населённый пункт | Тип населённого пункта          | Население |
| - | ---------------- | ------------------------------- | --------- |
| 1 | Барда            | деревня                         | →20       |
| 2 | Батхай           | деревня                         | →33       |
| 3 | Булуса           | деревня, административный центр | ↘389      |
| 4 | Верхняя Идыга    | деревня                         | ↘103      |
| 5 | Кударейка        | деревня                         | ↗220      |
| 6 | Кулункун         | деревня                         | ↘327      |
| 7 | Нижняя Идыга     | деревня                         | ↘294      |
| 8 | Толодой          | деревня                         | ↘22       |